# 사이먼 프랜시스
사이먼 프랜시스(영어: Simon Charles Francis , 1985년 2월 16일 ~ )는 잉글랜드의 전 축구 선수로, 현역 시절 포지션은 수비수였다.